# Santiago Arias
Santiago "Santi" Arias Naranjo (phát âm tiếng Tây Ban Nha: [sanˈtjaɣo ˈaɾjas]; sinh ngày 13 tháng 1 năm 1992) là một cầu thủ bóng đá chuyên nghiệp người Colombia hiện đang thi đấu ở vị trí hậu vệ phải cho Bahia và đội tuyển quốc gia Colombia.

## Sự nghiệp quốc tế
Arias đã được điền tên trong danh sách 23 cầu thủ tham dự FIFA World Cup 2018 tại Nga. Anh đá chính trong cả bốn trận đấu của Colombia khi đội tuyển quốc gia của anh bị loại ở Vòng 16 đội trước Anh.

## Thống kê sự nghiệp

### Câu lạc bộ
Tính đến ngày 1 tháng 6 năm 2024
| Câu lạc bộ              | Mùa giải            | Giải đấu | Giải đấu | Cúp quốc gia | Cúp quốc gia | Cúp nhà nước | Cúp nhà nước | Cúp liên đoàn | Cúp liên đoàn | Châu lục | Châu lục | Khác | Khác | Tổng cộng | Tổng cộng |
| Câu lạc bộ              | Mùa giải            | Trận     | Bàn      | Trận         | Bàn          | Trận         | Bàn          | Trận          | Bàn           | Trận     | Bàn      | Trận | Bàn  | Trận      | Bàn       |
| ----------------------- | ------------------- | -------- | -------- | ------------ | ------------ | ------------ | ------------ | ------------- | ------------- | -------- | -------- | ---- | ---- | --------- | --------- |
| La Equidad              | 2009                | 13       | 0        | —            | —            | 0            | 0            | 0             | 0             | 0        | 0        | —    | —    | 13        | 0         |
| La Equidad              | 2010                | 7        | 0        | —            | —            | 0            | 0            | 0             | 0             | 0        | 0        | —    | —    | 7         | 0         |
| La Equidad              | 2011                | 7        | 0        | —            | —            | 0            | 0            | 0             | 0             | 0        | 0        | —    | —    | 7         | 0         |
| La Equidad              | Tổng cộng           | 27       | 0        | —            | —            | 0            | 0            | 0             | 0             | 0        | 0        | —    | —    | 27        | 0         |
| Sporting CP B           | 2012–13             | 28       | 0        | —            | —            | —            | —            | —             | —             | —        | —        | —    | —    | 28        | 0         |
| Sporting CP             | 2011–12             | 6        | 0        | —            | —            | 2            | 0            | 0             | 0             | 0        | 0        | —    | —    | 9         | 0         |
| Sporting CP             | 2012–13             | 1        | 0        | —            | —            | 0            | 0            | 0             | 0             | 0        | 0        | —    | —    | 1         | 0         |
| Sporting CP             | Tổng cộng           | 7        | 0        | —            | —            | 2            | 0            | 0             | 0             | 0        | 0        | —    | —    | 8         | 0         |
| Jong PSV                | 2013–14             | 2        | 0        | —            | —            | —            | —            | —             | —             | —        | —        | —    | —    | 2         | 0         |
| PSV Eindhoven           | 2013–14             | 25       | 1        | —            | —            | 1            | 0            | 0             | 0             | 6        | 0        | —    | —    | 32        | 1         |
| PSV Eindhoven           | 2014–15             | 21       | 1        | —            | —            | 3            | 0            | 0             | 0             | 5        | 0        | —    | —    | 29        | 1         |
| PSV Eindhoven           | 2015–16             | 32       | 3        | —            | —            | 3            | 0            | 0             | 0             | 6        | 0        | 1    | 0    | 42        | 3         |
| PSV Eindhoven           | 2016–17             | 28       | 1        | —            | —            | 2            | 0            | 0             | 0             | 4        | 1        | —    | —    | 34        | 2         |
| PSV Eindhoven           | 2017–18             | 30       | 3        | —            | —            | 3            | 0            | 0             | 0             | 2        | 0        | —    | —    | 35        | 3         |
| PSV Eindhoven           | Tổng cộng           | 136      | 9        | —            | —            | 12           | 0            | 0             | 0             | 23       | 1        | 1    | 0    | 172       | 10        |
| Atlético Madrid         | 2018–19             | 25       | 1        | —            | —            | 4            | 0            | —             | —             | 4        | 0        | 0    | 0    | 33        | 1         |
| Atlético Madrid         | 2019–20             | 14       | 0        | —            | —            | 1            | 0            | —             | —             | 2        | 0        | 1    | 0    | 18        | 0         |
| Atlético Madrid         | Tổng cộng           | 39       | 1        | —            | —            | 5            | 0            | —             | —             | 6        | 0        | 1    | 0    | 51        | 1         |
| Bayer Leverkusen (mượn) | 2020–21             | 1        | 0        | —            | —            | 0            | 0            | —             | —             | 0        | 0        | —    | —    | 1         | 0         |
| Granada (mượn)          | 2021–22             | 12       | 1        | —            | —            | 2            | 0            | —             | —             | —        | —        | —    | —    | 14        | 1         |
| FC Cincinnati           | 2023                | 27       | 2        | —            | —            | 3            | 1            | —             | —             | —        | —        | 2    | 0    | 32        | 3         |
| Bahia                   | 2024                | 7        | 0        | 7            | 1            | 4            | 0            | —             | —             | —        | —        | —    | —    | 18        | 1         |
| Tổng cộng sự nghiệp     | Tổng cộng sự nghiệp | 286      | 13       | 7            | 1            | 28           | 2            | 0             | 0             | 29       | 1        | 4    | 0    | 354       | 17        |

### Quốc tế
Tính đến 14 tháng 7 năm 2024
| Đội tuyển quốc gia | Năm       | Số trận | Bàn thắng |
| ------------------ | --------- | ------- | --------- |
| Colombia           | 2013      | 3       | 0         |
| Colombia           | 2014      | 11      | 0         |
| Colombia           | 2015      | 6       | 0         |
| Colombia           | 2016      | 11      | 0         |
| Colombia           | 2017      | 7       | 0         |
| Colombia           | 2018      | 10      | 0         |
| Colombia           | 2019      | 5       | 0         |
| Colombia           | 2020      | 5       | 0         |
| Colombia           | 2024      | 6       | 0         |
| Tổng cộng          | Tổng cộng | 60      | 0         |

## Danh hiệu
PSV
- Eredivisie: 2014–15, 2015–16, 2017–18
- Johan Cruijff Shield: 2015, 2016

Atlético Madrid
- Siêu cúp UEFA: 2018 [7]

Colombia U20
- Giải đấu Toulon: 2011

Colombia
- Á quân Copa América: 2024
- Hạng ba Copa América: 2016

Cá nhân
- Cầu thủ xuất sắc nhất năm của Eredivisie: 2017–18
- Eredivisie Star XI: 2017–18